# Eucephalacris brasiliensis
Eucephalacris brasiliensis is een rechtvleugelig insect uit de familie veldsprinkhanen (Acrididae). De wetenschappelijke naam van deze soort is voor het eerst geldig gepubliceerd in 1911 door Bruner. Zoals de naam aangeeft, komt de soort voor in Brazilië.